# Bezirk Littai
Der Bezirk Littai (slowenisch Okrajiio glavarstvo Litaja) war ein Politischer Bezirk im Herzogtum Krain in Österreich. Der Bezirk umfasste Teile der Bela krajina (Weißkrain). Sitz der Bezirkshauptmannschaft war die Gemeinde Littai (Litaja).
Das Gebiet wurde nach dem Ersten Weltkrieg im Zuge des Vertrags von Saint-Germain 1919 Jugoslawien zugeschlagen und ist seit 1991 Teil der Republik Slowenien.

## Geschichte
| Jahr | Fläche (km²) | Ein- wohner | Slowenisch- sprachige | Deutsch- sprachige |
| ---- | ------------ | ----------- | --------------------- | ------------------ |
| 1880 |              | 34.946      | 34.115                | 704                |
| 1890 |              | 36.851      | 36.200                | 517                |
| 1900 | 686,45       | 35.969      | 35.354                | 427                |
| 1910 | 682,65       | 36.579      | 35.900                | 369                |

Die modernen, politischen Bezirke der Habsburgermonarchie wurden 1867/68 im Zuge der Trennung der politischen von der judikativen Verwaltung geschaffen.
Der Bezirk Littai wurde dabei per 10. März 1867 aus den Gerichtsbezirken Littai (slowenisch Sodnijski okraj Litaja) und Weixelburg (Višnja Gora, ursprünglich Sittich) gebildet.
Im Bezirk Littai lebten 1869 32.642 Personen in 5385 Häusern.
Der Bezirk wies 1880 eine anwesende Bevölkerung von 34.115 Personen auf, wobei 38.400 Personen Slowenisch und 704 Deutsch als Umgangssprache angaben.
1910 wurden für den Bezirk 36.579 Personen ausgewiesen, von denen 35.900 Slowenisch (98,1 %) und 369 Deutsch (1,0 %) sprachen.
Durch die Grenzbestimmungen des am 10. September 1919 abgeschlossenen Vertrages von Saint-Germain wurde der Bezirk Littai zur Gänze dem Königreich Jugoslawien zugeschlagen.